# Jamal Campbell-Ryce
Jamal Julian Campbell-Ryce (Londra, 6 aprile 1983) è un allenatore di calcio ed ex calciatore inglese naturalizzato giamaicano, di ruolo centrocampista, attuale tecnico del Colchester United U23.

## Carriera

### Club
Campbell-Ryce ha giocato sin dal debutto nelle squadre della Football League Championship e della Football League One. Attualmente gioca nel Bristol City e indossa la maglia numero 20.

### Nazionale
Dal 2003 è un membro della Nazionale di calcio della Giamaica. Ha partecipato alla CONCACAF Gold Cup 2005 e alla CONCACAF Gold Cup 2009. In nazionale conta 20 presenze.